# Katja Schmitz
Katja Schmitz (* 30. April 1973 in Gladbeck, Nordrhein-Westfalen) ist eine deutsche Schauspielerin und Synchronsprecherin.

## Karriere
Katja Schmitz absolvierte ihre Schauspielausbildung von 1995 bis 1999 an der Freiburger Schauspielschule. Von 1996 bis 1998 stand sie in Freiburg im Breisgau auf der Bühne. Mit dem Ensemble gewann Schmitz 1997 den 1. Preis des Internationalen Moliere Festivals in Versailles.

## Theater
- Theater Zwickau (1999–2001)
- Luisenburg-Festspiele in Wunsiedel (2001)

## Fernsehen
- 1999: Liebe und andere Lügen
- 2000: Ein starkes Team – Bankraub (ZDF)
- 2001: Tatort – Hasard!
- 2002–2003: Hinter Gittern – Der Frauenknast (RTL)
- 2012–2020, 2023: Navy CIS für Connie Jackson als Elaine
- 2021: Navy CIS: L.A. für Patricia de Leon als Ellie Martinez
- 2022, 2023: Navy CIS: L.A. für Sisa Grey als Dr. Jennifer Tuala und für Ramona DuBarry als Monica Tavares
- 2022: Moon Knight für Lucy Thackeray als Donna
- 2023: Navy CIS: Hawaiʻi für Marianette Kauahikaua als Yogalehrerin